# زمان سکوت برای زندگان
زمان سکوت برای زندگان نمایشنامه‌ای نوشته محمد چرم‌شیر است که در سال ۱۳۷۴ نوشته شده است. این نمایشنامه حول محور ضربت خوردن امام علی می‌گذرد. در واقع این اتفاق از زبان ۵ شخصیت فرعی که در این حادثه حضور داشتند و حال به کاراکترهای اثر چرمشیر بدل شده‌اند، شنیده می‌شود. زمان سکوت برای زندگان برخلاف دیگر آثار چرمشیر که عموماً روان و دارای خط داستانی ساده اما دراماتیکی هستند، دارای پیچیدگی‌های فراوانی است.
زمان سکوت برای زندگان بارها در سالن‌های مختلف تئاتر به‌روی صحنه رفته است.
بخشی از نمایشنامه: 
صدای شیهه اسبی در تاریکی. کور سوی نوری که در عمق روشن می‌شود و پیش می‌آید. مرد سرخ‌پوش سوار بر اسبی آیینه‌پوش، در حالی که فانوسی در دست دارد، نزدیک می‌شود. مرد سرخ‌پوش فانوس را بر زمین می‌نهد. فرمانی مهرشده را در کنار فانوس می‌گذارد.

سرخ‌پوش: امروز که من این حکایت آغاز می‌کنم در نوزدهمین روز از رمضان‌المبارک، از این قوم که من سخن خواهم راند هیچ تن زنده نباشند، که من این قوم به جادوی خویش از جهان زاید بکردم در روز نوزدهم رمضان‌المبارک. من، مردی که باید می‌یافتم آن کس که فرمان نوزدهم رمضان‌المبارک به جای آورد.

## شخصیت‌ها
- سرخ‌پوش
- پدر
- اسب
- مرجان
- اشعث
- مرد

## انتشار
زمان سکوت برای زندگان در مجلد دیوبندان به‌عنوان سومین نمایشنامه گنجانده شده است، و توسط نشر نی، در سال ۱۳۹۲ به چاپ رسیده است.